# Krummnußbaum
Krummnußbaum je městys v Rakousku ve spolkové zemi Dolní Rakousy v okrese Melk. Žije zde přibližně 1 500 obyvatel.

## Geografie

### Geografická poloha
Krummnußbaum se nachází ve spolkové zemi Dolní Rakousy v regionu Mostviertel. Rozloha území městyse činí 10,07 km², z nichž přibližně 30% pokrývá les.

### Části obce
Území městyse Krummnußbaum zahrnuje 6 sídel:
- Annastift
- Diedersdorf
- Holzern
- Krummnußbaum
- Neustift
- Wallenbach

### Sousední obce
- na severu: Marbach
- na východě: Pöchlarn
- na jihu: Golling, Erlauf, Bergland
- na západě: Ybbs an der Donau

## Kultura a památky

### Stavby
- Zámek Krummnußbaum
- Farní kostel Neposkvrněného Početí
- Kostel sv. Mikuláše v Holzernu

## Galerie

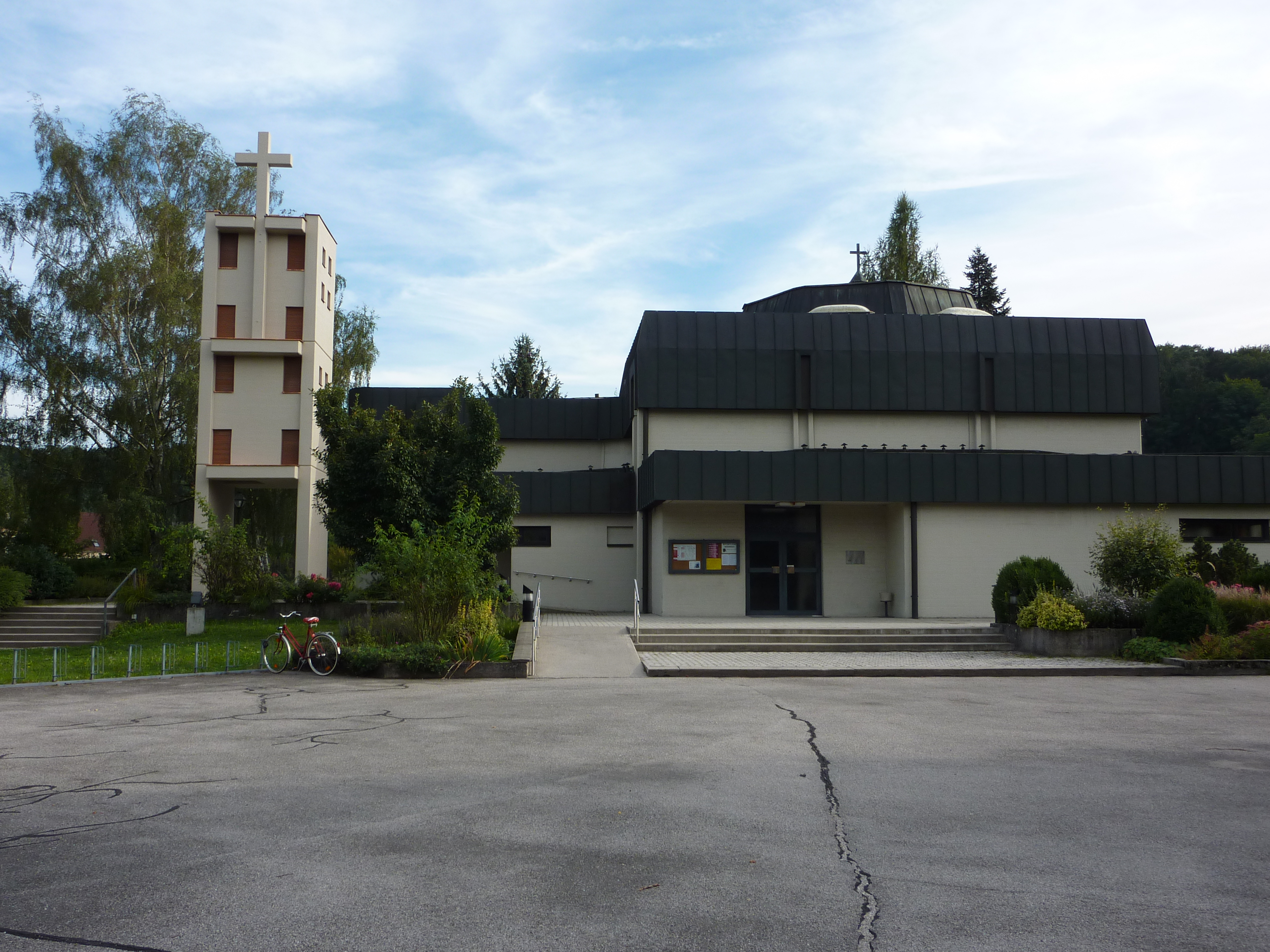
Farní kostel Neposkvrněného Početí
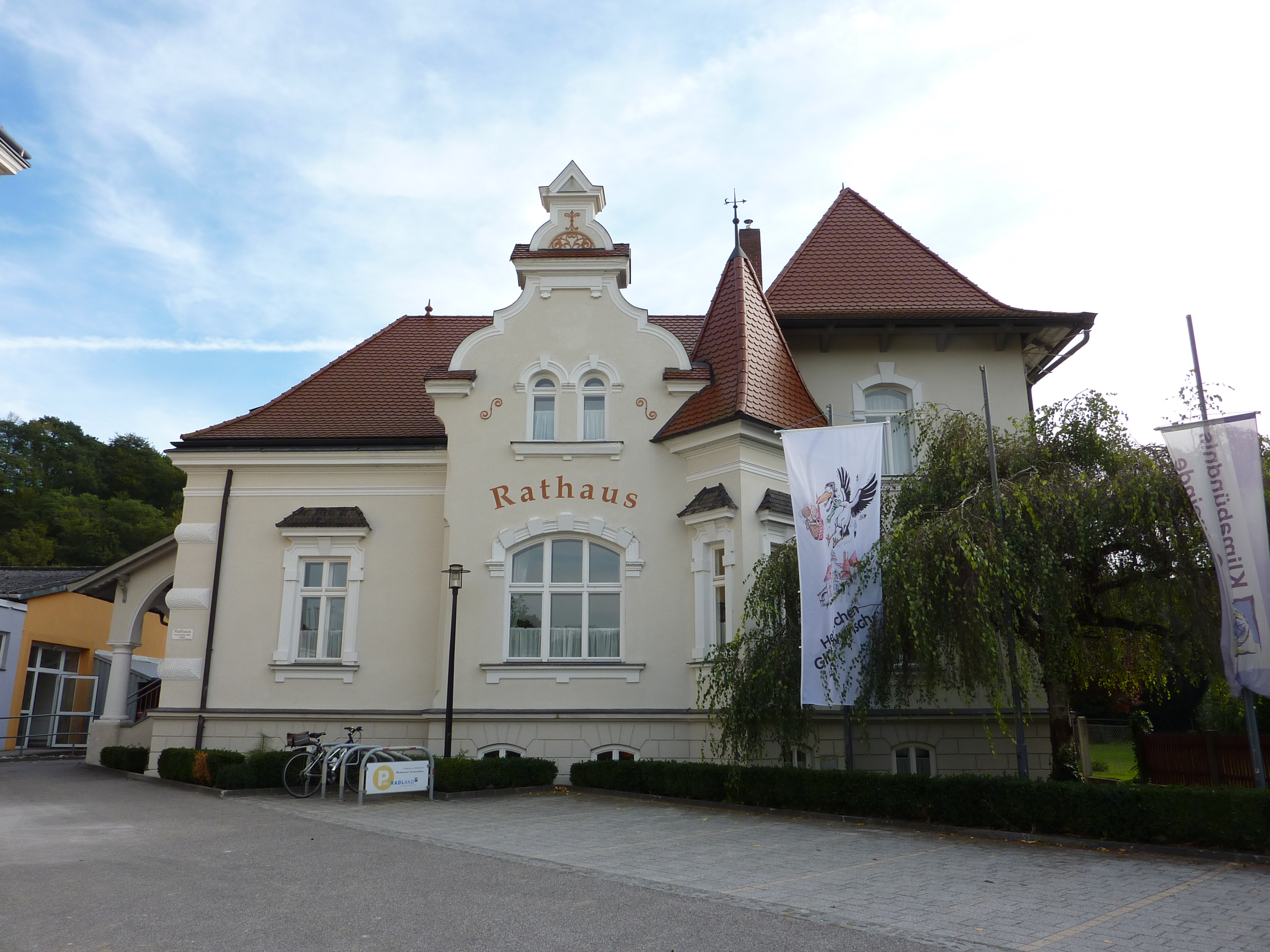
Radnice
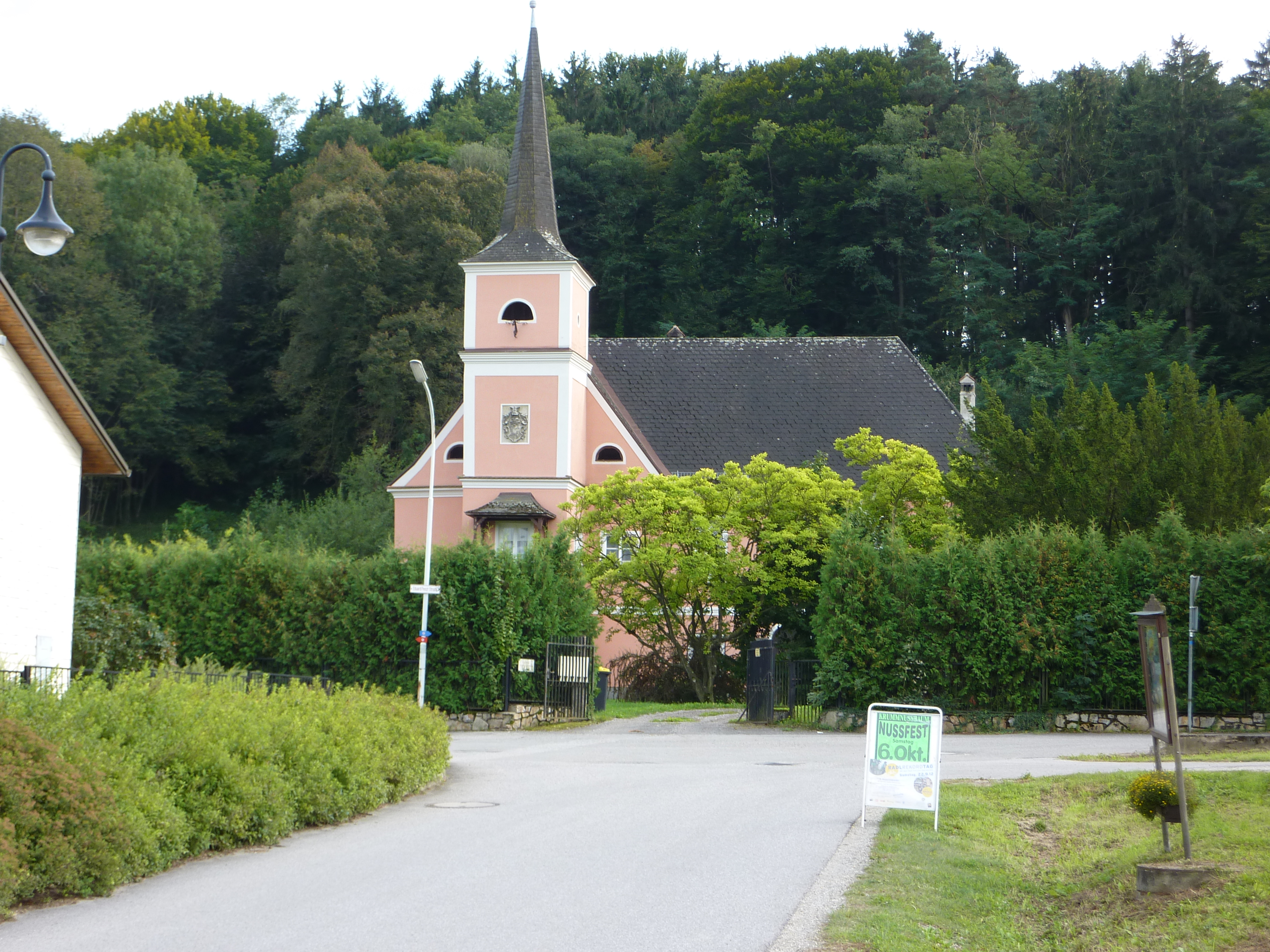
Zámek Krummnußbaum
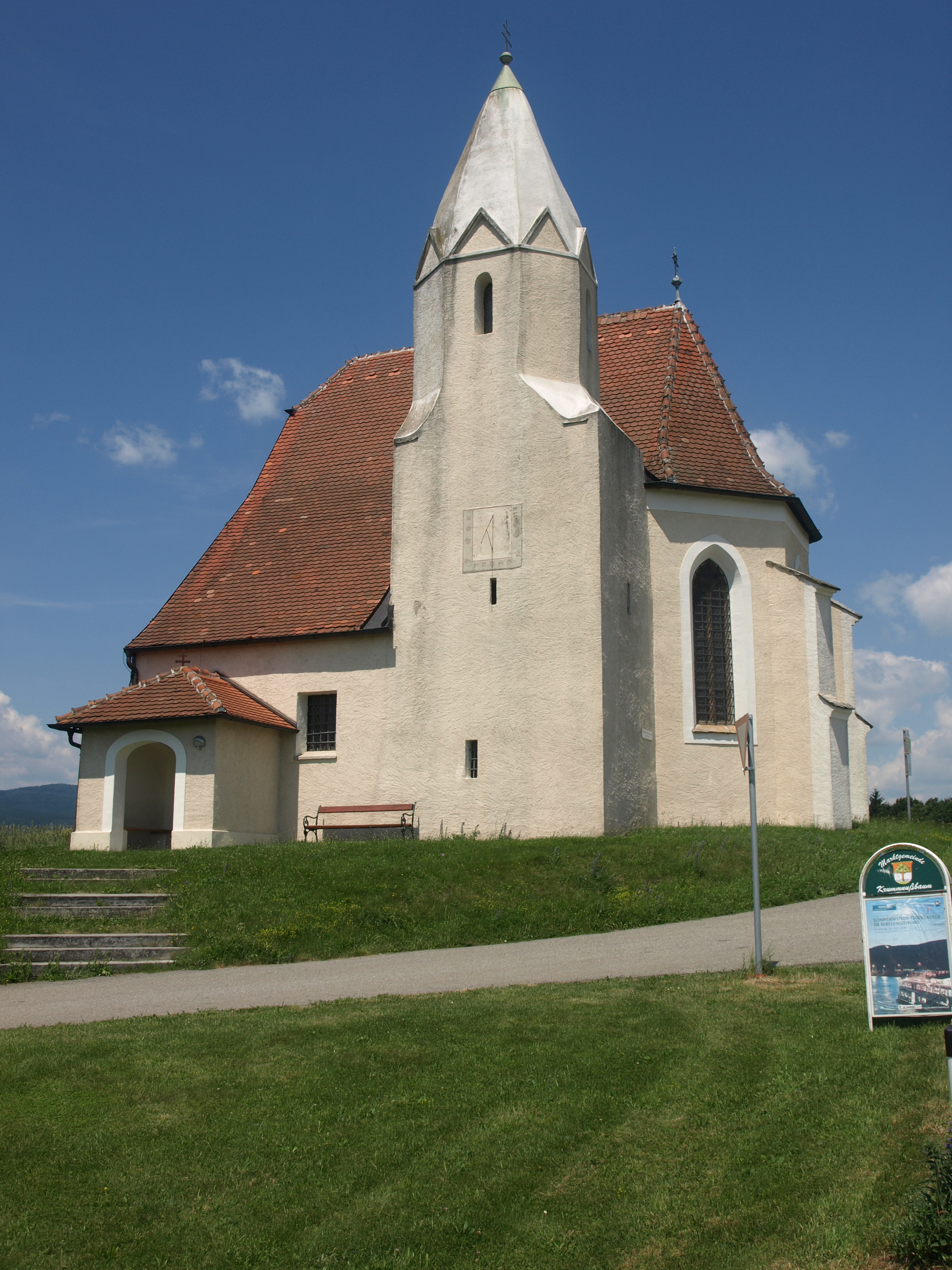
Kostel sv. Mikuláše v Holzernu